# شهرستان تارانت (تگزاس)
شهرستان تارانت، تگزاس (به انگلیسی: Tarrant County, Texas) یک سکونتگاه مسکونی در ایالات متحده آمریکا است که در تگزاس واقع شده‌است.

## خصوصیات
شهرستان تارانت ۲٬۳۳۶٫۱۸ کیلومترمربع مساحت دارد.